# Patrick Moore

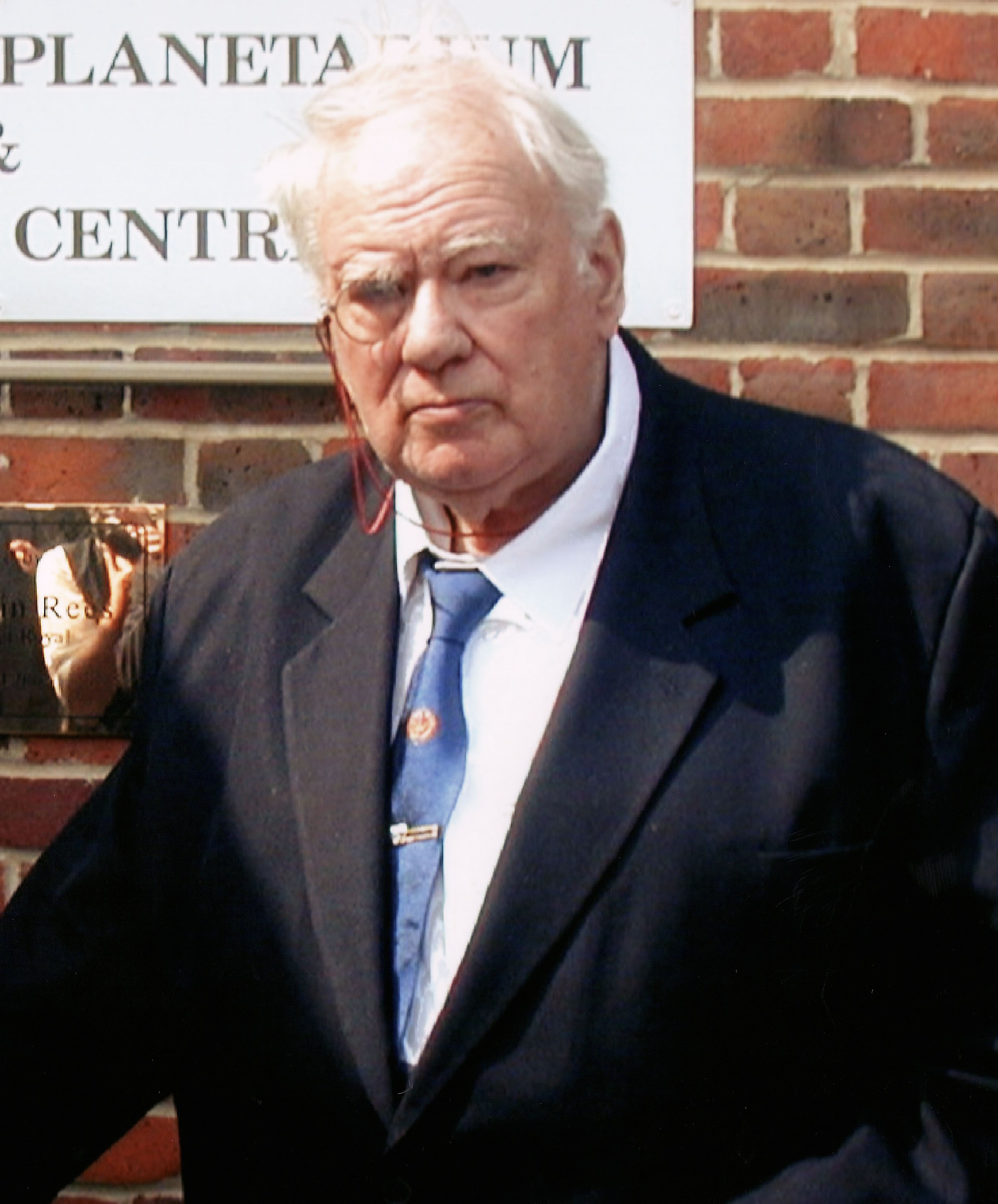
Patrick Moore in 2009

Patrick Alfred Moore (Pinner, 4 maart 1923 – Selsey, 9 december 2012) was een Britse sterrenkundige die het BBC-programma The Sky at Night presenteerde, het televisieprogramma dat het langst - meer dan 55 jaar - door dezelfde persoon werd gepresenteerd. Hij speelde een leidende rol in de ontwikkeling van de Britse amateurastronomie en was onder andere voorzitter van de British Astronomical Association. Benevens verschillende astronomische tijdschriften die door hem waren opgericht, schreef hij honderden boeken over sterrenkunde, alsook enkele jeugdromans en humoristische werken. Daarnaast was hij als componist en xylofonist actief. In zijn latere jaren engageerde hij zich politiek. Zijn excentrieke persoonlijkheid, controversiële opvattingen en tegendraadse uitspraken maakten hem tot een cultfiguur. Zijn grootste specialiteit was de Maan, waarvan hij als leerling van Hugh Percy Wilkins diverse kaarten had getekend, die door het Sovjet-Russische ruimtevaartprogramma werden gebruikt. Moore creëerde onder andere een netwerk voor de bestudering van het omstreden fenomeen transient lunar phenomenon en geloofde gedurende het grootste deel van zijn leven — ten onrechte — dat de Maan vulkanische activiteit vertoont. In de vroege jaren zestig was hij stichter en directeur van het planetarium van Armagh in Noord-Ierland. Moore was de eerste amateurwetenschapper die in de Royal Society werd opgenomen.
Hij was bevriend met onder anderen Neil Armstrong, Buzz Aldrin en Arthur C. Clarke; in zijn latere jaren ontwikkelde hij een hechte vriendschap met Brian May, de gitarist van Queen, die doctor in de astrofysica is. Zijn hele leven bleef hij een conservatieve nationalist en zeer patriottische Engelsman.

## Levensloop
Moore was voor het Britse publiek een beroemdheid en genoot grote erkenning als iemand die erin slaagde hele generaties mensen in sterrenkunde te interesseren en deze wetenschap op een toegankelijke wijze naar het grote publiek te brengen. Daarnaast beschouwde men hem als aangename excentriekeling, onder meer vanwege zijn slecht gekamde haar en zijn monocle.
Moore  - geboren in het interbellum in een dorpje in Middlesex - diende tijdens de Tweede Wereldoorlog in de Royal Air Force, waartoe hij naar eigen zeggen werd toegelaten door over zijn leeftijd te liegen (wat blijkens de archieven waarschijnlijk niet klopt). Hij heeft honderden boeken over astronomie geschreven en was, als eerste amateurwetenschapper, lid van de Royal Society. Voor zijn inspanningen voor de popularisering van de sterrenkunde ontving hij een BAFTA. Moore becommentarieerde onder meer de maanlanding van de Apollo 11. Zijn kaarten van de grensgebieden van de Maan werden tevens door het Sovjet-Russische ruimtevaartprogramma gebruikt. In de jaren 30 was hij een van de stichtende leden van de British Interplanetary Society. Hij werd in 1934 op elfjarige leeftijd lid van de British Astronomical Association en beweerde naar eigen zeggen komiek Will Hay te hebben gekend, die eveneens amateurastronoom was.
In 1957 begon hij met het presenteren van The Sky at Night, een maandelijks, 20 minuten durend programma over diverse astronomische onderwerpen, zowel op hoog academisch niveau als met praktische tips voor de amateurastronoom. Dit programma presenteerde hij tot aan zijn dood en staat daarmee in het Guinness Book of Records. De meeste Britten kennen hem van dit programma, maar benevens The Sky at Night dook hij geregeld in allerlei quizprogramma's en televisiespelletjes op, waar hij zijn deskundigheid als xylofonist tentoonspreidde. De muziek bij The Sky at Night is steeds onveranderd gebleven: het is Het Kasteel uit de suite Pelleas en Melisande van Jean Sibelius. Moore was tevens een autodidactisch componist en stond als een cricketfanaat bekend. In 1968 werd hij onderscheiden met een benoeming tot Officier in de Orde van het Britse Rijk en in 1988 werd hij bevorderd tot Commandeur in dezelfde orde. Op verzoek van de kijkers werd hij in 2001 door koningin Elizabeth II van het Verenigd Koninkrijk geridderd en mocht hij zich als Sir laten aanspreken.
Op 7 maart 2006 werd Moore in het St Richard's Hospital in Chichester opgenomen wegens hartproblemen, waarna bij hem een pacemaker werd geïmplanteerd. Astronoom Chris Lintott, die jaren een geregelde gast in het programma was, heeft één keer, in juli 2004, de presentatie overgenomen, toen Moore wegens voedselvergiftiging daartoe niet in staat was. De laatste jaren verzorgde Lintott programmaonderdelen die reizen met zich meebrachten zoals een zonsverduistering elders ter wereld. Tot enkele jaren voor zijn overlijden reisde Moore zelf voortdurend de wereld af. Hij overleed in zijn eigen huis, Farthings, in Selsey (West Sussex), waar in de tuin verschillende observatoria waren gebouwd en alwaar geregeld feestjes met sterrenkijkers plaatsgevonden hadden. 
Moore vertelde graag dat hij wellicht de enige mens ter wereld is die zowel de eerste vliegenier (Orville Wright), de eerste mens in de ruimte (Joeri Gagarin) als de eerste mens op de Maan (Neil Armstrong) heeft ontmoet. Hij heeft hen overigens allen overleefd.
De planetoïde 2602 Moore is vernoemd naar Patrick Moore.
Moore kon mogelijkerwijze achter de waarschijnlijke hoax-figuur Cedric Allingham schuilgaan, een vermeend Brits astronoom die — indien hij ooit bestaan heeft — in de jaren 50 contact met wezens van Mars gehad zou hebben. In 1954 werd hierover een boek van Cedric Allingham gepubliceerd, getiteld Flying Saucer from Mars, ofschoon er geen enkel bewijs bestaat dat er ooit een astronoom met de naam Cedric Allingham heeft geleefd. De schrijfstijl van dit boek lijkt op die van Moore en op de enige bekende foto van deze ‘Allingham’ staat een telescoop die op een van Moores telescopen lijkt.

## Andere activiteiten
Moore componeerde drie opera’s en ongeveer 70 marsen. In 2001 werd een cd met enkele van zijn composities uitgebracht, die hijzelf op de xyolofoon speelde met begeleiding van het Royal Scottish National Orchestra. Moore had zichzelf als tiener het lezen van noten aangeleerd. Hij had een voorliefde voor het lichtere klassieke werk uit de 19de eeuw, zoals de walsen van Johann Strauß jr. en de operettes van Gilbert en Sullivan; grote opera interesseerde hem minder en de moderne klassieke muziek kon hem niet bekoren. Popmuziek en jazz bevielen hem evenmin, niettegenstaande dat hij ooit The Beatles had ontmoet en met Brian May bevriend was.
Moore verzette zich tegen politieke correctheid. In 1968 maakte hij een documentaire (Do you Speak Venusian?) over ‘onafhankelijke denkers’, waarin hij zijn waardering uitdrukte voor mensen die tegen de stroom op voeren, ook al was hij het niet met hen eens: zo ontmoette hij onder andere iemand van de Flat Earth Society, een ufoloog en iemand die klaarblijkelijk vloeiend ‘Venusiaans’ en ‘Plutoniaans’ kon spreken en schrijven. Moore geloofde hen niet, maar respecteerde hun tegendraadsheid. In zijn autobiografie uit 2003 deed hij enkele controversiële uitspraken, waaruit bleek dat hij Duitsers, 60 jaar na de oorlog, nog steeds wantrouwde en dat hij het een slechte zaak vond dat de BBC door vrouwen werd geleid, daar er volgens hem dan enkel oppervlakkige kookprogramma’s en soapseries te zien waren. (Desondanks schreef hij ook dat hij bewondering voor Wernher von Braun had, en dat hij ooit een duet met Albert Einstein speelde: namelijk met Moore op de piano en Einstein op de viool. Hij had tevens ooit een bemoedigende brief aan de latere astronome Heather Couper geschreven.) In zijn latere leven werd hij lid van de United Kingdom Independence Party, omdat hij vond dat Brussel te machtig was geworden.
Onder het pseudoniem R. T. Fishall publiceerde hij in de jaren 80 twee satirische boeken die advies verstrekken omtrent hoe men bureaucraten het leven zuur kan maken, getiteld: Bureaucrats: How to Annoy them en The Twitmarsh Files.
In de jaren 80 was hij het gezicht van Gamesmaster, een videospelletjesprogramma voor kinderen, ten voordele van een liefdadigheidinstelling voor spina bifida.
Voorts was hij dierenrechtenactivist. Hij was gekant tegen de vossenjacht en een liefhebber van katten; aan het eind van zijn leven schreef hij een boek over alle katten die hij ooit had gehad. Hij kon ook goed schaken. In zijn laatste levensjaren leed hij aan artritis en zat hij in een rolstoel; hij was niet meer in staat om een telescoop vast te nemen. Hij presenteerde één week voor zijn dood zijn laatste aflevering van The Sky at Night.

## Interesse voor astronomie komt niet van de school
Patrick Moore was ervan overtuigd dat de interesse voor astronomie niet kan worden opgewekt door de school, maar wel door eigen leergierigheid. De manier van lesgeven op school zorgt er immers voor dat de interesse voor bijvoorbeeld astronomie ogenblikkelijk verdwijnt zodra de leerlingen het als een verplicht leerpakket aanvoelen.

## Werken
- 1955 Guide to Mars
- 1973 Astronomical Telescopes and Observatories for Amateurs
- 1974 Watchers of the Stars. The scientific revolution
- 1976 The A-Z of Astronomy
- 1982 New Concise Atlas of the Universe
- 1984 The Guinness Book of Astronomy
- 1985 Stargazing. Astronomy Without a Telescope
- 1987 The Astronomy Encyclopaedia
- 1989 Astronomer's Stars
- 1990 Guide to the Stars and Planets
- 1994 Atlas of Neptune (met Garry E. Hunt)
- 1995 Comets and Shooting Stars
- 1995 Astronomy
- 1995 The Starry Sky: The Planets
- 1995 The Sun and the Moon
- 1997 Atlas of Venus (met Peter Cattermole)
- 1997 Eyes on the Universe
- 1998 Mission to the Planets. The Illustrated Story of the Exploration of the Solar System
- 1998 The Planet Neptune
- 1999 On Mars
- 2000 Exploring the Night Sky with Binoculars
- 2000 The Starry Sky: The Stars
- 2001 On the Moon
- 2003 Observing Variable Stars
- 2003 80 Not Out. The Autobiography
- 2004 Futures: 50 Years in Space - The Challenge of the Stars (met David A. Hardy)
- 2005 Amateur Astronomer
- 2006 Bang! (met Brian May en Chris Lintott)
- 2012 Miaow! Cats really are nicer than people!

Onder pseudoniem R. T. Fishall
- 1981 Bureaucrats: How to Annoy Them!
- 1985 Twitmarsh File